# MyStar
Die MyStar ist eine Ro-Pax-Fähre der estnischen Reederei Tallink. Sie verkehrt zwischen Tallinn und Helsinki.

## Geschichte
Die im März 2019 bestellte Fähre wurde unter der Baunummer NB 6003 auf der Werft Rauma Marine Constructions in Rauma für die Reederei Tallink in Tallinn gebaut. Sie war das bis dahin größte von Rauma Marine Constructions gebaute Schiff. Der Bau des Schiffes begann mit dem ersten Stahlschnitt am 6. April 2020. Die Kiellegung fand am 18. September 2020, Taufe und Aufschwimmen im Baudock am 12. August 2021 statt. Taufpatin war die damalige estnische Staatspräsidentin Kersti Kaljulaid.
Der Bau des Schiffes verzögerte sich wegen Problemen während der COVID-19-Pandemie, darunter durch Krankheitsfälle verursachte Personalausfälle bei der Bauwerft und Probleme bei den Lieferketten. Die ursprünglich für Anfang des Jahres 2022 angekündigte Fertigstellung der Fähre wurde mehrfach verschoben.
Die Baukosten beliefen sich auf rund 250 Mio. Euro. Der Schiffsentwurf stammte vom finnischen Schiffsarchitekturbüro Deltamarin. Er basiert auf der Tallink-Fähre Megastar, die Anfang 2017 in Dienst gestellt wurde. Die Inneneinrichtung des Passagierbereichs wurde vom finnischen Unternehmen dSign Vertti Kivi & Co gestaltet.
Die Fähre wurde am 7. Dezember 2022 abgeliefert und am 13. Dezember 2022 auf der Fährverbindung zwischen Tallinn und Helsinki in Dienst gestellt, wo sie die Star ersetzte.
Im April 2023 wurde das Schiff auf der Shippax Ferry Conference mit dem „Shippax Award 2023“ in der Rubrik „Ro-Pax Interior Design“ ausgezeichnet.

## Technische Daten und Ausstattung
Das Schiff wird dieselelektrisch angetrieben. Die beiden elektrischen Antriebsmotoren von ABB mit jeweils 20.300 kW Leistung wirken auf zwei Festpropeller. Für die Stromerzeugung stehen fünf von Achtzylinder-Dual-Fuel-Dieselmotoren des Typs MAN 51/60DF mit jeweils 8400 kW Leistung angetriebene Generatoren zur Verfügung. Weiterhin wurde ein von einem Dieselmotor mit 677 kW Leistung angetriebener Notgenerator verbaut. Die MAN-Motoren können mit Flüssigerdgas oder Dieselkraftstoff betrieben werden. Auch der Betrieb mit Biogas ist möglich. Für die Stromversorgung in den Häfen stehen Landstromversorgungen zur Verfügung, sodass die Motoren für den Antrieb der Generatoren abgeschaltet werden können.
Das Schiff verfügt über zwölf Decks. Für die Passagiere stehen unter anderem mehrere Restaurants und Einkaufsbereiche zur Verfügung. Für Familien mit Kindern gibt es einen Kinderspielbereich. Das Schiff verfügt über 46 Kabinen für Passagiere. Die Passagierkapazität ist mit 2800 Personen angegeben.
An Bord stehen 3190 Spurmeter auf vier Fahrzeugdecks zur Verfügung. Auf 1900 Spurmetern können Lkw und Trailer befördert werden. Das Schiff ist auf den Fahrzeugdecks mit Ladeanschlüssen für Elektroautos ausgestattet.
Der Rumpf des Schiffes ist eisverstärkt (Eisklasse 1A).